# Sør-Odal
Sør-Odal ist eine Kommune im norwegischen Fylke Innlandet. Die Kommune hat 8150 Einwohner (Stand: 1. Januar 2025). Verwaltungssitz ist die Ortschaft Skarnes.

## Geografie

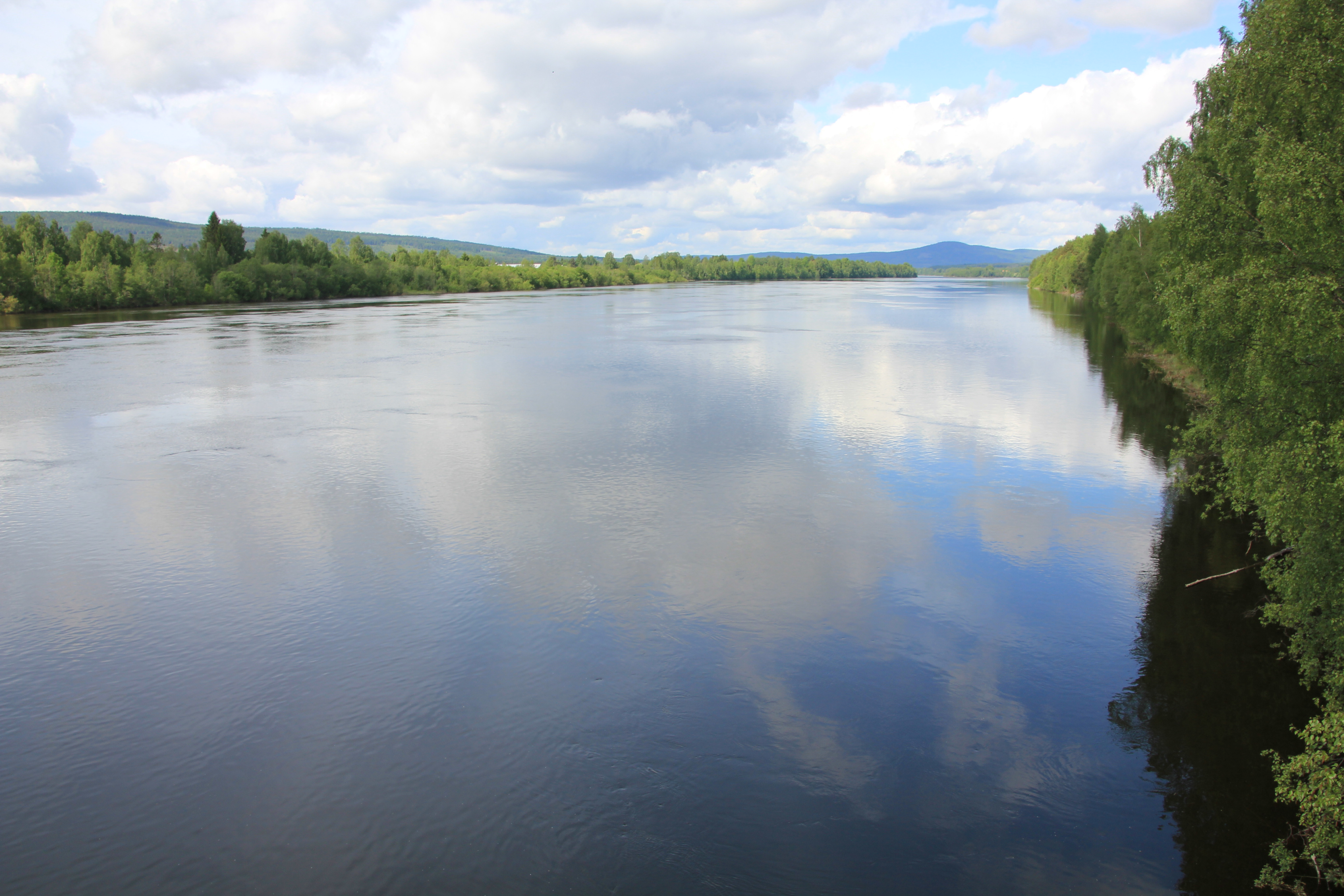
Fluss Glomma

Die Gemeinde grenzt an die Kommune Nord-Odal im Norden, Grue im Nordosten, Kongsvinger im Osten, Eidskog im Süden und Nes im Westen. Nes liegt im Nachbarfylke Akershus. In Ost-West-Richtung wird die Gemeinde von der Glomma, Norwegens längstem Fluss, durchflossen. Im Norden, an der Grenze zu Nord-Odal, liegt der See Storsjøen. Von dessen südwestlichen Ufer fließt die Oppstadåa nach Süden und mündet in der Ortschaft Skarnes in die Glomma. Das Gebiet ist überwiegend hügelig, die höchste Erhebung ist der Granberget mit einer Höhe von 528,5 moh.

## Einwohner
In der Gemeinde liegen mehrere sogenannte Tettsteder, also mehrere Ansiedlungen, die für statistische Zwecke als eine städtische Siedlung gewertet werden. Diese sind Skarnes mit 2728, Sander mit 294 und Disenå mit 260 Einwohnern (Stand: 1. Januar 2024).
Die Einwohner der Gemeinde werden Odøling oder Sørodøling genannt. Offizielle Schriftsprache ist wie in vielen Kommunen in Innlandet Bokmål, also die weiter verbreitete der beiden norwegischen Sprachformen.
| Jahr          | 1986 | 1990 | 1995 | 2000 | 2005 | 2010 | 2015 | 2020 |
| ------------- | ---- | ---- | ---- | ---- | ---- | ---- | ---- | ---- |
| Einwohnerzahl | 7439 | 7378 | 7299 | 7349 | 7623 | 7791 | 7800 | 7905 |

## Geschichte

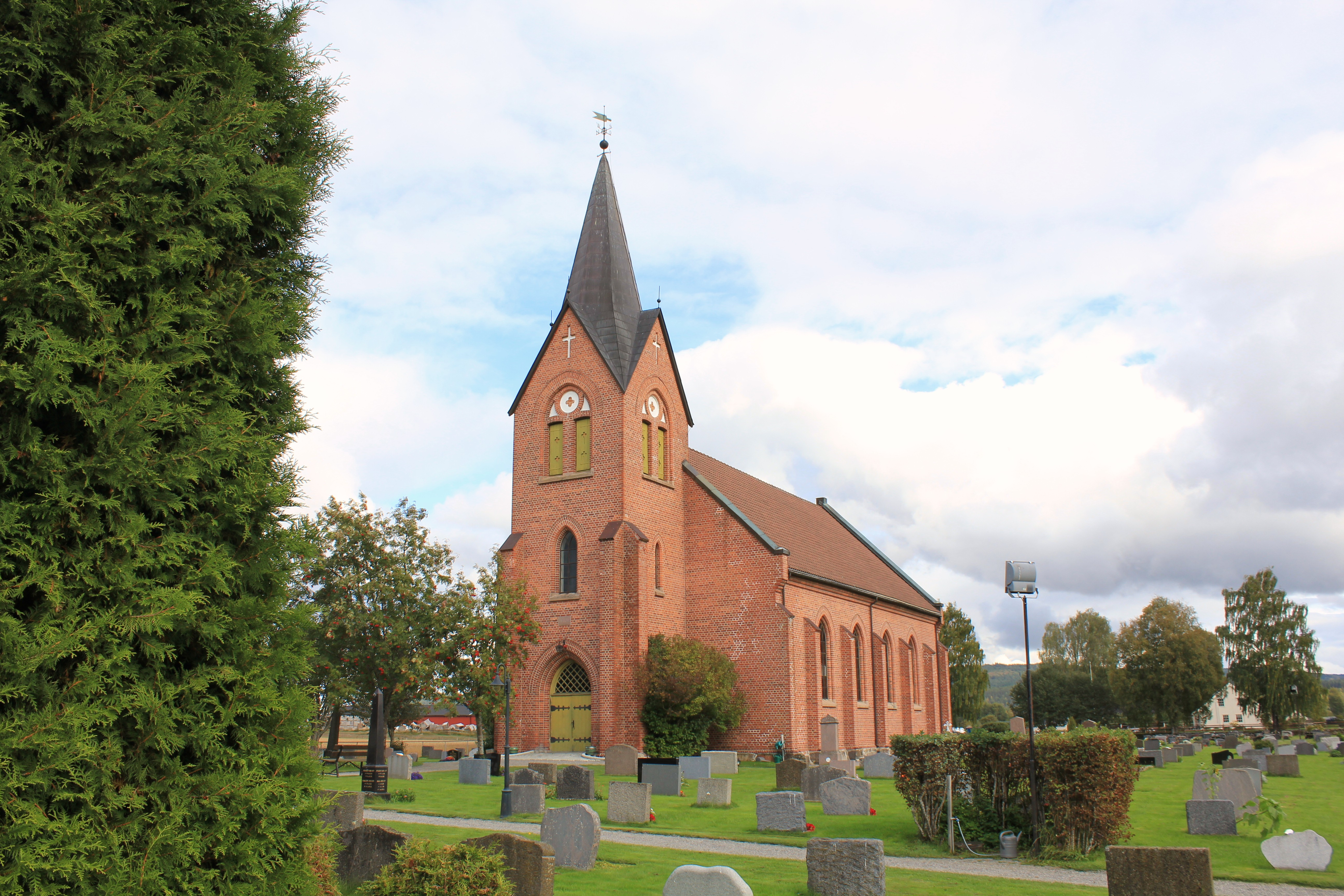
Ullern kirke

In der Gemeinde Sør-Odal befinden sich drei Kirchen. Die Holzkirche Oppstad kirke wurde im Jahr 1728 errichtet. Die Ullern kirke, eine 1869 eröffnete Kirche aus Ziegelmauern, liegt bei Disenå. Ebenfalls eine gemauerte Kirche ist die Strøm kirke, sie wurde 1857 eröffnet. Bis zum 31. Dezember 2019 gehörte Sør-Odal der damaligen Provinz Hedmark an. Sie ging im Zuge der Regionalreform in Norwegen in die zum 1. Januar 2020 neu geschaffene Provinz Innlandet über.

## Wirtschaft und Infrastruktur

### Verkehr
Parallel zur Glomma verläuft die Europastraße 16 (E16), die unter anderem die Verbindung zur weiter im Westen liegenden Europastraße 6 (E6) und somit in die Hauptstadt Oslo herstellt. Ebenfalls dem Flusslauf folgen die Schienen der Bahnlinie Kongsvingerbanen. Der Bahnhof in Skarnes wurde im Jahr 1862 geöffnet. Der Fylkesvei 24 führt von Skarnes ins nördlich gelegene Hamar.

### Wirtschaft
Die Land- und Forstwirtschaft ist für die Kommune von größerer Bedeutung. Auf den landwirtschaftlich genutzten Flächen wird vor allem Getreide angebaut, bei der Tierhaltung sind vor allem Rinder verbreitet. Die industrielle Produktion basiert zu einem Teil auf der Landwirtschaft, so ist die Lebensmittelindustrie ein wichtiger Arbeitgeber. Im Jahr 2019 arbeiteten von 3905 Arbeitstätigen nur 1535 in Sør-Odal selbst, die restlichen verteilten sich auf Gemeinden wie Kongsvinger, Oslo, Nes und Ullensaker.

## Name und Wappen
Das seit 1992 offizielle Wappen der Kommune zeigt drei goldene Schlüssel auf rotem Hintergrund. Diese sollen die drei Sogn, also die drei Kirchengemeinden, darstellen. Der Name setzt sich aus den beiden Bestandteilen „sør“ und „odal“ zusammen, erster bedeutet dabei „Süd-“. Der Teil „odal“ hat seinen Namen vom Tal Odalen, dessen Name sich vom altnordischen Namen Ódalr ableitet. Die Vorsilbe „ó“ bedeutet dabei „Fluss“, der restliche Teil „Tal“.

## Persönlichkeiten
- Kåre Tveter (1922–2012), Maler
- Øystein Sunde (* 1947), Musiker
- Amund Sjøbrend (* 1952), Eisschnellläufer